# Lacey Duvalle
Lacey DuValle (ur. 5 kwietnia 1982 w Waszyngtonie) – amerykańska aktorka pornograficzna.

## Życiorys

### Wczesne lata
Urodziła się w Waszyngtonie. Kiedy miała 6 lat, wraz z rodziną przeprowadziła się do Los Angeles. Początkowo Lacey Duvalle chciała zostać pielęgniarką. 

### Kariera
W roku 2000, dwa dniu po ukończeniu 18. roku życia, Duvalle zadebiutowała w produkcji pornograficznej Dirty Debutantes, przyjmując początkowo pseudonim Pebbles. W jakiś czas później podpisała kontrakt z firmą Vivid Team i dzięki temu stała się szybko popularna. 
Jedną z jej cech charakterystycznych stał się duży biust przy stosunkowo drobnej budowie ciała. 
W trakcie swojej kariery, współpracowała także z producentami z firmy Video Team Disturbed (2001) z Herschelem Savage’em i Brazzers Real Wife Stories 2 (2008) z Tommym Gunnem.
W 2002 magazyn „Playboy” poświęcił jej artykuł. Gościła w programach telewizyjnych: The Tera Patrick Show (1999) i The Howard Stern Radio Show (1998).
W 2008 Charles Hamilton nagrał w dowód uznania dla aktorki piosenkę „Lacey Duvalle”. 
W 2009 zdobyła nagrodę Urban X Award w kategorii „Najlepsza scena seksu POV” w filmie Jules Jordan Video Tunnel Vison 3 (2008) z Falco Zito (w napisach: Mario Cassini).
W 2012 zdecydowała się na zakończenie kariery. 
Ma córkę Chloe.